# Tilbage til Klondike
"Tilbage til Klondike" (engelsk originaltitel "Back to the Klondike") er en Disney-historie af Carl Barks, der handler om Onkel Joakim.

## Handling
I begyndelsen af historien synes Joakim von And at lide af hukommelsestab til det punkt, at han ikke engang kan genkende Anders. Anders trækker ham til en læge, og Onkel Joachim får nogle piller, der skulle hjælpe med at genoprette hans hukommelse. Da hans hukommelse vender tilbage, begynder Joakim pludselig at planlægge at vende tilbage til Klondike, hans ungdoms sted, hvor han tjente sin rigdom. Da han fortæller Anders og hans nevøer, der ledsager ham, har han efterladt en last af guld, begravet nær sin gamle hytte. Joakim begynder også at henvise til "Gyldne Gulda", en person af hans fortid.
Som Joakim synes at genoplive sin fortid, men føler sin alder, ankommer de til Dawson, hvor Joakim forklarer, hvordan han og Gulda mødtes. Joakim fortæller sine nevøer, hvordan Gulda stjal sit guld fra ham i fortiden, og hvordan han kidnappede hende og tvang hende til at arbejde for ham på hans krav indtil det tidspunkt, der i en flashbackscene viser Gulda råber af Joakim og græder for hendes ødelagte kjole.
Rejsen fortsætter, indtil de når sin gamle hytte og til deres overraskelse er det besat, og den nuværende beboer modstår modstandsdygtigt ethvert af deres forsøg på at nærme sig. Endelig lykkes nevøerne at overraske og afvæbne den gamle dame bag angrebet, Gulda selv. Som Joakim og Gulda mødes igen synes både en rivalisering og en attraktion for hinanden at genopstå. Men Joakim kræver en gammel gæld, som Gulda ikke kan betale. Hun giver sine sidste smykker til Joakim og forlader bare, tilsyneladende for at gå på fattiggården. Men Joakim kalder hende tilbage og udfordrer hende til en konkurrence. En konkurrence om hvem der kan finde guld først.
Gulda lykkes med at finde Joakims gamle guld, der nu er en formue værd. Efter mere end halvtreds år lykkedes det. Joakim forlader tilsyneladende besejret og foregiver at fordi han ikke havde taget sine piller, havde han glemt hvor guldet var. Men bag sin ryg afslører Anders for sine nevøer, at Joakim faktisk havde taget pillerne og praktisk taget tilbød guldet til Gulda. Ved udgangen indser hans nevøer, at Joakim er mere følelsesmæssig, end han gerne vil fremstå.

## Rip Rap og Rup på eventyr
Denne historie blev senere genfortalt i en episode af DuckTales men der er nogle drastiske ændringer. Joakim lider ikke af hukommelsestab som i tegneserien, Anders blev fjernet og Fru Trippeby og Tulle blev tilsat.